# Incidentes de Reinosa de 1987
Los incidentes de Reinosa de 1987 tuvieron lugar en la localidad española de Reinosa, en Cantabria, durante la primavera de 1987, y fueron resultado directo de los problemas derivados de la reconversión industrial que afectó a buena parte del tejido industrial español durante la década de 1980, y que tuvieron una fuerte repercusión en este municipio del sur de Cantabria y toda la comarca de Campoo-Los Valles.

## Antecedentes
La reconversión industrial había venido afectando fuertemente a la localidad cántabra, de trece mil habitantes en aquella época, con la pérdida de dos mil puestos de trabajo durante los dos años previos; además dicha reconversión, que aún no se había cerrado, amenazaba todavía a, al menos, mil puestos de trabajo más. En diciembre ya había habido protestas en otra factoría local, la de CENEMESA (actual Gamesa), en tanto que Farga Casanova (actual Forjas de Cantabria) había presentado un expediente de regulación de empleo. Durante esa primavera de 1987 la principal amenaza provenía de los planes de reconversión de la empresa siderúrgica Forjas y Aceros de Reinosa (conocida históricamente como La Naval, actual Reinosa Forgings & Castings), que empleaba 1763 trabajadores y preveía la reducción de plantilla hasta 1300 empleados, dadas las pérdidas de más de tres mil millones de pesetas de los últimos años. A eso había que añadir que se calculaba que cada despido en Forjas y Aceros acarrearía otros tres parados en la comarca.

## El conflicto

### Marzo
El día 11 de marzo de 1987 el expresidente del Consejo de Administración de Forjas y Aceros, Enrique Antolín San Martín se presentó en la empresa para despedirse del resto de consejeros y recoger sus pertenencias, ya que había sido nombrado consejero de Obras Públicas del Gobierno Vasco. Cuando tuvieron conocimiento de ello, miembros del comité de empresa obligaron a Antolín a dirigirse al llamado búnker (el edificio de control de calidad de la empresa), donde le retuvieron durante toda la noche junto a algunos cargos directivos.
El día 12 de marzo, tras haber sido cortadas las líneas telefónicas de la empresa, 34 miembros de la Unidad Especial de Intervención de la Guardia Civil asaltaron el búnker para liberar a Antolín, mientras 321 guardias civiles dispersaban a los obreros concentrados a la entrada de la factoría utilizando pelotas de goma y botes de humo; el número total de agentes utilizados fue facilitado por el entonces ministro del Interior José Barrionuevo. Durante los enfrentamientos que siguieron por toda la ciudad cántabra varios guardias perdieron sus armas (algunas fueron inutilizadas y entregadas a los guardias municipales; un fusil fue recuperado en Torrelavega varios días después; una pistola no apareció), otros nueve fueron capturados y posteriormente liberados por los trabajadores, y los heridos llenaron el ambulatorio local. El saldo final de la refriega de unas cuatro horas fue de ocho heridos graves y sesenta leves (entre ellos varios guardias civiles).
En declaraciones recogidas en el diario El País un guardia civil que resultó herido grave declaró que 

[...] no nos mataron porque no quisieron. Una nube de piedras cayó sobre nosotros durante minutos que no tenían fin [...] Al fin, algunos de los obreros dijeron a los que apedreaban desde arriba que ya estaba bien, que había que acabar. Así que salimos a la avenida de Navarra, pero allí otros muchachos que no habían participado en la refriega nos derribaron al suelo para desarmarnos. De repente, uno de ellos, con un trozo de losa en la mano, me golpeó varias veces en la cabeza. Tuvieron que darme siete puntos ayer. Yo fui uno de los guardias que perdió el cetme (el fusil), pero ¿cómo evitarlo ante la locura de aquellos hombres que me acorralaban?

En el mismo diario también se recogen las declaraciones de un obrero que perdió un ojo en los incidentes:

Eran aproximadamente las 8.30. Me encontraba en la portería de la fábrica con un montón de compañeros. Los guardias estaban a unos 300 metros frente a nosotros. Y de repente el caos estalló en forma de una lluvia de pelotas de goma y botes de humo. Pero no puedo contar mi caso porque cuando recuperé de conciencia viajaba en el interior de una ambulancia evacuado hacia el ambulatorio y después a Santander. Fue, según me han contado, el impacto de una pelota de goma [...] En el interior de las naves aún siguieron disparando pelotas y botes con un humo que nos asfixiaba.

Las respuestas de los diversos partidos políticos no se hicieron esperar, con el PSOE (en el Gobierno) vertiendo las culpas en una parte de los trabajadores y la población reinosana, AP (el actual PP, en el Gobierno cántabro) pidiendo la aclaración de los hechos e Izquierda Unida denunciando el uso de fuego real por parte de la Guardia Civil. A raíz de los incidentes de Reinosa, el jefe de la Comandancia de la Guardia Civil de Cantabria, teniente coronel Tomás Sanz Fernández, fue destituido el 30 de marzo.
El mismo día en que se produjo la destitución de Sanz Fernández, trabajadores de Cenemesa cortaron la vía férrea Madrid
- Santander, clara muestra de que la conflictividad en la comarca no había cesado.

### Abril
El 1 de abril el Ayuntamiento de Reinosa, con todos sus grupos políticos (PSOE, AP y PCE) acordó solicitar la retirada de las fuerzas de la Guardia Civil de la localidad, que ascendían a 430 agentes, ocho tanquetas y un helicóptero.
El 4 de abril se produjeron nuevos enfrentamientos en la localidad entre guardias civiles y manifestantes que cortaron la vía férrea durante varias horas; los guardias usaron pelotas de goma y botes de humo. El resultado de los enfrentamientos fue de tres heridos graves y dieciocho leves. Estos enfrentamientos comenzaron con una marcha de protesta, cacerolada incluida, por las calles de Reinosa el día 3.
Al día siguiente, 5 de abril, continuaron los enfrentamientos entre trabajadores de Cenemesa y las dotaciones de dos tanquetas de la Guardia Civil; los trabajadores volvieron a cortar el tráfico ferroviario durante unas horas. El saldo final fue de quince heridos leves.
El 11 de abril se produjo una manifestación por las calles de la capital cántabra (convocada por CCOO y con el apoyo de USO, la CNT y todos los partidos políticos excepto PSOE y AP) en la que de 11 000 a 20 000 trabajadores, de los que más de 2000 provenían de Reinosa y su comarca, protestaron por la desindustrialización en Cantabria y las políticas de los gobiernos español y cántabro al respecto.
Dos días después, la Asamblea de Cantabria (con la oposición del PSOE) aprobó una proposición no de ley de AP y PDP (Partido Demócrata Popular) urgiendo la reindustrialización de la comarca reinosana y las destituciones del ministro del Interior (José Barrionuevo), del director de la Guardia Civil (Luis Roldán) y del delegado del Gobierno en Cantabria (Antonio Pallarés) como responsables políticos de los incidentes de los días 11 y 12 de marzo y de «tomar medidas de fuerza totalmente desproporcionada». Asimismo, la Asamblea declaró su solidaridad con «el pueblo cántabro» invitándolo a «no cesar en sus reivindicaciones y manifestaciones legítimas».
El 15 de abril se produjeron nuevos enfrentamientos entre obreros de Cenemesa y la Guardia Civil. Los trabajadores cortaron durante varias horas la carretera Santander-Palencia y respondieron a con lanzamiento de piedras a los botes de humo y las pelotas de goma de los guardias. Los incidentes con más violencia se produjeron en Matamorosa (en las cercanías de Reinosa), que fue ocupada por las tanquetas de la Guardia Civil. El resultado final fue de un herido grave (por culatazos) y diecisiete leves entre los trabajadores, y dos guardias heridos.

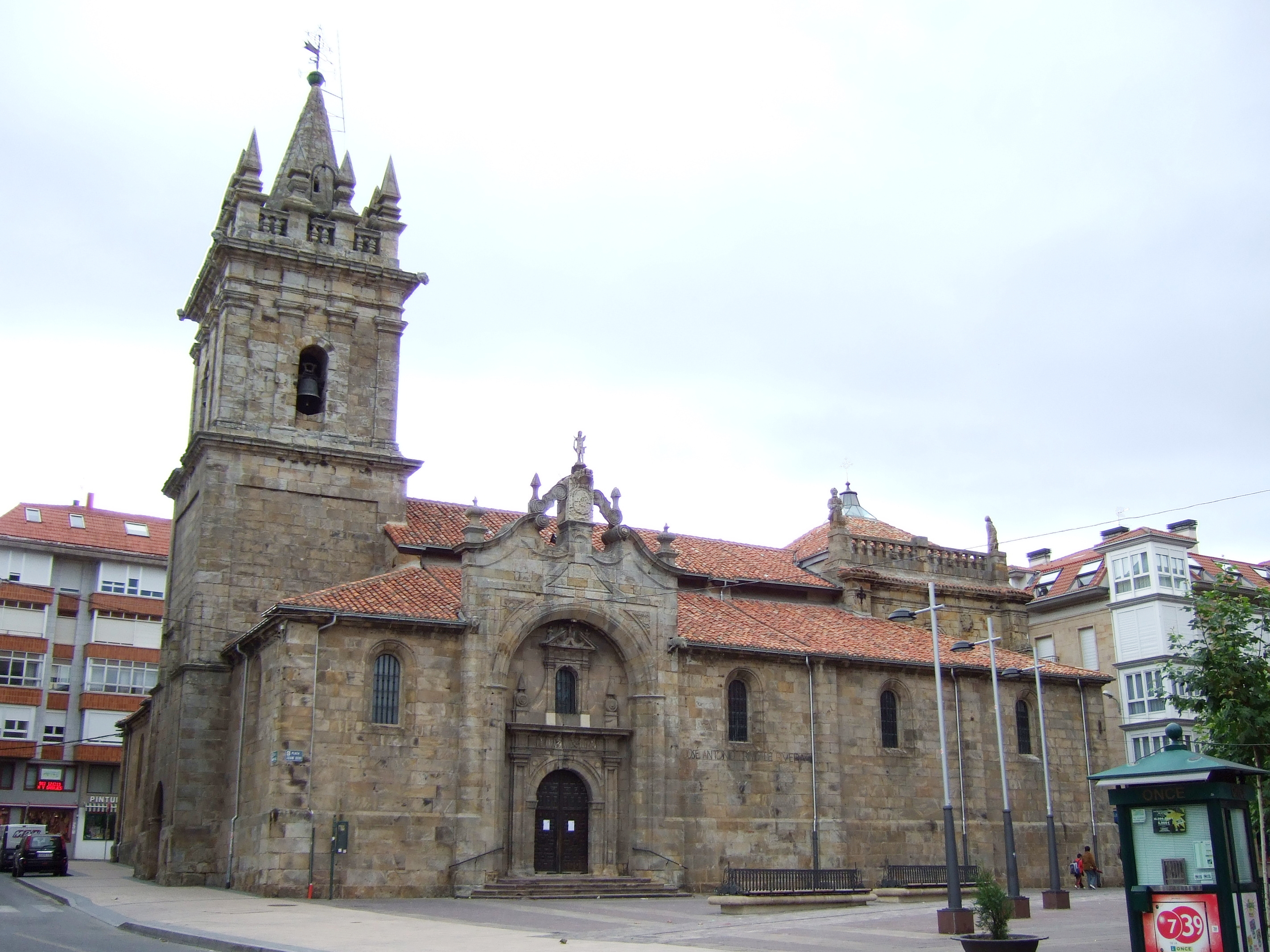
Iglesia de San Sebastián (Reinosa).

Al día siguiente, 16 de abril, se reprodujeron los enfrentamientos en Reinosa y alrededores, con los trabajadores cortando de nuevo la carretera Santander-Palencia y la línea férrea Santander-Madrid. Los oficios religiosos del Jueves Santo tuvieron que ser suspendidos al ser ocupadas las iglesias por obreros que huían de la Guardia Civil. A consecuencia de los enfrentamientos se produjeron 21 heridos y 28 detenidos, a los que se incautaron tornillos y bolas de acero. Durante estos enfrentamientos (que duraron unas seis horas) la Guardia Civil ocupó la capital campurriana con tanquetas, vehículos todoterreno y un camión blindado, además de tener un helicóptero sobrevolando la zona; también entraron en los Almacenes Cupido, donde detuvieron a los dos dependientes y a uno de los dueños, e incendiaron la funeraria de la localidad por el lanzamiento de una bomba de humo desde una tanqueta. Por su parte, los trabajadores colocaron barricadas en los dos puntos de acceso a la ciudad. El resultado más trágico de los enfrentamientos fue la muerte del trabajador Gonzalo Ruiz García, miembro del sindicato Comisiones Obreras, a consecuencia de la acción desarrollada por la Guardia Civil contra el garaje en el que este se refugió, en la que dispararon un número indeterminado de botes de humo a su interior. Gonzalo Ruiz murió en el Hospital Valdecilla de Santander el día 5 de mayo, tres semanas después de respirar los humos tóxicos procedentes de los botes de humo y con importantes lesiones en el cuerpo. Su viuda presentó una querella criminal contra la Guardia Civil. Además de la muerte del joven Gonzalo Ruiz, hubo que lamentar dos heridos graves, uno menos grave y diecisiete heridos leves.

## Consecuencias
Como resultado de los enfrentamientos ocurridos en Reinosa y su comarca los días 12 de marzo y 4, 5, 15 y 16 de abril de 1987, y en los que la Guardia Civil empleó helicópteros, tanquetas, vehículos todoterreno, un camión blindado, balas de goma, botes de humo y munición real contra trabajadores que usaron a su vez piedras, tirachinas, tuercas, tornillos, bolas de acero y barricadas, se produjo un balance de un trabajador muerto, 15 heridos graves, un herido menos grave y 128 leves, con mayoría de heridos de entre los trabajadores. Los trabajadores retuvieron durante unas horas contra su voluntad al exdirector de Forjas y Aceros, cortaron la carretera Santander-Palencia y la vía férrea Santander-Madrid, así como los accesos a Reinosa; por su parte, la Guardia Civil ocupó varias veces Reinosa y Matamorosa, además de realizar una petición a las emisoras de radio locales para que divulgaran una información «más benevolente que objetiva».
Los días 6 y 7 de mayo, a raíz de la muerte de Gonzalo Ruiz, se produjeron sendas huelgas generales en Reinosa y su comarca, con paros de dos horas en el resto de Cantabria el día 7 (fecha del entierro del trabajador muerto). Además, durante la campaña electoral para las autonómicas y municipales, realizaron mítines en Reinosa los principales líderes de AP e IU. Por su parte, en el mitin del PSOE del 30 de mayo, los oradores tuvieron que soportar los insultos, pitadas e incluso una lluvia de huevos y piedras. Finalmente, tras una manifestación en Madrid (3 de julio) y una ronda de nuevas negociaciones, la Dirección General de Trabajo aprobó el expediente de regulación de empleo de 436 trabajadores de Forjas y Aceros.

## Los disturbios de Reinosa en la cultura popular
- El grupo de rock reinosano La Fuga incluyó el tema «Primavera del 87» en sus discos Mira (1998) y Nubes y claros (2006).
- En uno de los cómics de Makinavaja, durante un enfrentamiento entre trabajadores y fuerzas antidisturbios, uno de los trabajadores arenga a los demás al grito de «¡Venguemos Reinosa!».
- El grupo de rap valenciano Los Chikos del Maíz en el bonus track de su disco La estanquera de Saigón (2014) hace referencia a los incidentes: «el pueblo expulsa a las tanquetas de Reinosa».
- El grupo de oi! y rock proletario madrileño Núcleo Terco en su último disco A martillazos incluyó el tema «Reinosa 87».